# Robert Heath
Robert Heath (1575-1649) est un juge (Lord Chief Justice of England and Wales) et politicien anglais qui a siégé à la Chambre des communes de l'Angleterre (en) de 1621 à 1625.
En 1625, Heath amène un cas à la Court of Exchequer (en) pour les mineurs de High Peak de qui Francis Leke (en) réclame une dîme. Celle-ci est par la suite transférée à Christian Cavendish, comtesse de Devonshire.
En 1629, Charles Ier d'Angleterre  offre à son ministre de la justice, Robert Heath, la région composée des deux Carolines, de la Géorgie et de la plus grande partie de la Floride, mais aucun effort n'est entrepris afin de la coloniser. Le roi Charles Ier est exécuté en 1649 et Heath s'enfuit vers la France où il meurt. Quand la monarchie est restaurée, les héritiers de Heath tentent de reprendre leur droit sur les terres, mais Charles II décide que les réclamations de Heath ne sont plus valables.